# Psila quadrilineata
Psila quadrilineata är en tvåvingeart som beskrevs av Gabriel Strobl 1898. Psila quadrilineata ingår i släktet Psila och familjen rotflugor.
Artens utbredningsområde är Österrike. Inga underarter finns listade i Catalogue of Life.